# Санта Тереза Галура (Олбија-Темпио)
Санта Тереза Галура (итал. Santa Teresa Gallura), у дословном преводу Галурска Света Терезија (итал. Santa Teresa Gallura) је насеље у Италији у округу Сасари, региону Сардинија.
Према процени из 2011. у насељу је живело 3283 становника. Насеље се налази на надморској висини од 24 м.

## Становништво
Према резултатима пописа становништва 2011. у општини је живело 5.018 становника.
| 1931. | 1936. | 1951. | 1961. | 1971. | 1981. | 1991. | 2001. | 2011. |
| ----- | ----- | ----- | ----- | ----- | ----- | ----- | ----- | ----- |
| 2.567 | 2.546 | 2.711 | 2.840 | 3.162 | 3.752 | 4.024 | 4.349 | 5.018 |